# Governo luxemburguês no exílio
```
   |-
       |
Erro:
:  
valor não especificado para "
nome_comum
"

   |-
       | 
Erro:
:  
valor não especificado para "
continente
"
```

O governo luxemburguês no exílio (em luxemburguês:  Lëtzebuerger Exil Regierung, em francês:  Gouvernement luxembourgeois en exil, em alemão:  Luxemburgische Exilregierung), também conhecido como o governo luxemburguês em Londres (Lëtzebuerger Regierung zu London), foi o governo no exílio de Luxemburgo durante a Segunda Guerra Mundial. O governo foi baseado em Londres entre 1940 e 1944, enquanto Luxemburgo foi ocupado pela Alemanha nazista. Foi liderado por Pierre Dupong, e também incluiu três outros ministros. A chefe de Estado, Grã-duquesa Charlota, também escapou de Luxemburgo após a ocupação. O governo era bipartido, incluindo dois membros do Partido de Direita (PD) e do Partido Socialista dos Trabalhadores (LSAP).
O governo estava localizado em 27 Wilton Crescent em Belgravia, Londres, que agora serve como Embaixada Luxemburguesa em Londres.  Localizava-se a apenas alguns metros do governo belga no exílio em Eaton Square.

## História

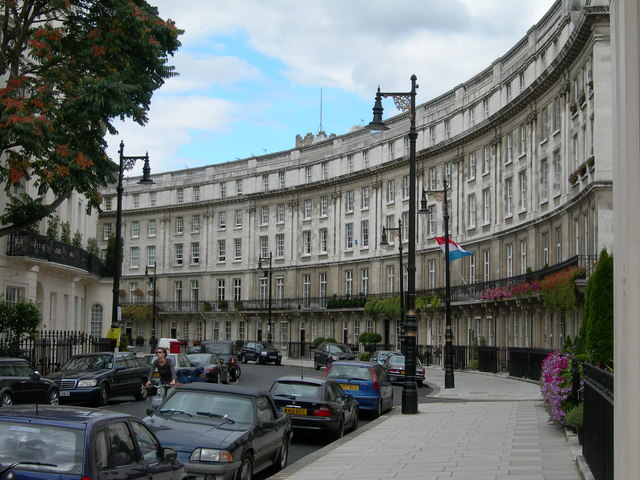
Wilton Crescent em Londres, onde o governo estava baseado durante a guerra. O prédio exato, número 27, pode ser visto ao centro-direita, com a bandeira luxemburguesa.

Em 10 de maio de 1940, Luxemburgo neutro foi invadido por tropas alemãs como parte de um ataque mais amplo à França. No mesmo dia, o governo luxemburguês, então subordinado ao Ministério Dupong-Krier, fugiu do país. 
A eclosão da Segunda Guerra Mundial em 1º de setembro de 1939 e a Guerra Falsa que se seguiu tornaram possível prever uma violação da neutralidade luxemburguesa, de modo que o governo decidiu partir para o exílio se o país fosse totalmente ocupado pelas forças alemãs. Embora a partida da grã-duquesa e de seus ministros tenha sido resultado de uma decisão tomada com antecedência, ela não foi bem preparada. O governo não deixou nenhuma declaração escrita explicando os motivos de sua partida para uma população em dificuldades, nem instruções para a comissão encarregada de administrar provisoriamente o país. O avanço das tropas alemãs foi tão rápido que um dos ministros, Nicolas Margue, foi capturado pelos invasores. Para não comprometer a atuação dos colegas, informou à Câmara dos Deputados que, em virtude de suas circunstâncias, se sentia obrigado a renunciar provisoriamente ao exercício das funções de ministro. O governo estabeleceu-se primeiro em Paris, depois quando uma derrota francesa era iminente, fugiu para Portugal.
Nesse ínterim, em Luxemburgo, começou a funcionar uma Comissão Administrativa composta por conselheiros do governo e chefiada por Albert Wehrer. Tentou preencher o vácuo deixado pela saída do executivo e tentou chegar a um acordo com as autoridades militares alemãs. A Comissão Administrativa e a Câmara dos Deputados chegaram a apelar à grã-duquesa, pedindo-lhe que regressasse ao Luxemburgo. As autoridades luxemburguesas que permaneceram no país ainda não haviam abandonado a esperança de que, na nova ordem europeia dominada pela Alemanha nazista, o Grão-Ducado pudesse manter sua independência. Em Lisboa, o mês de julho transcorreu na incerteza. Enquanto Dupong e a grã-duquesa se inclinavam para retornar, Bech estava relutante. A anexação de fato de Luxemburgo à Alemanha pôs fim às hesitações. Em 29 de julho de 1940, Gustav Simon, Gauleiter do Gau Koblenz-Trier, foi nomeado Chef der Zivilverwaltung em Luxemburgo. Todas as instituições do estado luxemburguês foram abolidas. A grã-duquesa e o governo decidiram aderir definitivamente ao lado dos Aliados, optando por um assento duplo. A família grão-ducal, Pierre Dupong e por um tempo, Victor Bodson, estabeleceram-se em Montreal, Canadá, cidade francófona próxima aos Estados Unidos. Joseph Bech e Pierre Krier permaneceram em Londres, que foi sede de vários outros governos no exílio, como o da Bélgica e o da Holanda.

## Exílio para Londres
O governo fugiu primeiro para Paris, Lisboa e depois para o Reino Unido.  Enquanto o governo se estabelecia em Wilton Crescent, em Londres, a grã-duquesa e sua família se mudaram para a francófona Montreal, no Canadá.  O governo no exílio foi veemente ao enfatizar a causa luxemburguesa nos jornais dos países aliados e conseguiu obter transmissões em língua luxemburguesa para o país ocupado na rádio BBC.  O governo encorajou a fundação da Sociedade de Luxemburgo em Londres em 1942. 

### Políticas
Em 1944, o governo no exílio assinou a Convenção Alfandegária de Londres com os governos belga e holandês, estabelecendo as bases para a União Econômica Benelux e também assinou o sistema Bretton Woods de controles monetários. 

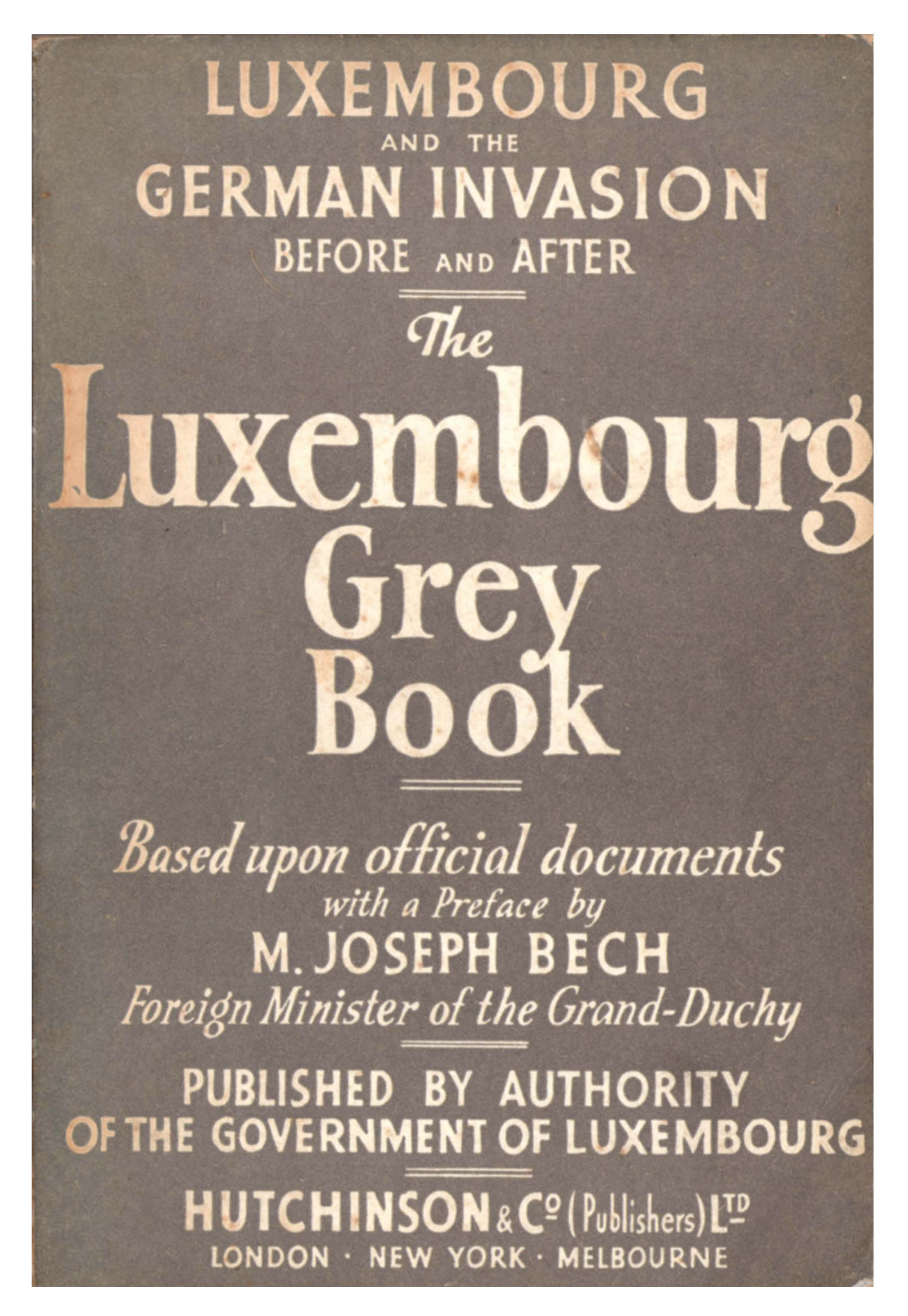
O Luxembourg Gray Book (1942) publicado em nome do governo para informar o público aliado sobre o papel do Luxemburgo no conflito.

A primeira reação do governo no exílio foi protestar contra a violação alemã de sua independência e neutralidade e apelar para a ajuda francesa e britânica. Ao optar pelo exílio, primeiro na França e depois na Grã-Bretanha e no Canadá, o governo luxemburguês abandonou sua tradicional política de neutralidade e juntou-se ao campo daqueles que lutavam contra as potências do Eixo. Apesar de seu pequeno tamanho, Luxemburgo fez parte dos grandes acordos que reuniram o esforço de guerra dos Aliados e lançaram as bases para o período pós-guerra. Assim, Luxemburgo assinou a Declaração do Palácio de St. James (12 de junho de 1941) e a Declaração das Nações Unidas (Washington, 1 de janeiro de 1942), aderiu à Carta do Atlântico (14 de agosto de 1941) e participou da Conferência de Bretton Woods (julho de 1944). que estabeleceu um novo sistema monetário internacional.
O governo tirou lições da Primeira Guerra Mundial e direcionou todos os esforços diplomáticos para os objetivos de garantir a sobrevivência do país, evitar que uma "Questão Luxemburguesa" surgisse após a guerra e fazer com que Luxemburgo fosse reconhecido como membro pleno dos Aliados, apesar de sua fraca capacidade militar. Em 1944, o governo conseguiu dar uma modesta contribuição ao esforço militar aliado ao criar a Bateria de Luxemburgo, composta por voluntários luxemburgueses e integrada na Brigada belga Piron. Durante a guerra, o governo desenvolveu uma política de comunicação muito ativa destinada a fazer ouvir a voz luxemburguesa nas Nações Unidas e a apoiar o moral da população luxemburguesa. Publicou um Gray Book, colocou artigos na imprensa de língua inglesa e obteve transmissões em língua luxemburguesa da BBC. A causa de Luxemburgo também se beneficiou muito do prestígio da grã-duquesa junto ao presidente dos Estados Unidos, Franklin D. Roosevelt. A família grão-ducal foi convidada várias vezes à Casa Branca durante o exílio.
A guerra aproximou a Bélgica e o Luxemburgo. A União Econômica Bélgica-Luxemburgo (UEBL) passou por várias crises entre as guerras. A partir de então, diante de um perigo comum, fortes laços econômicos e monetários foram criados novamente entre os dois países. O estado luxemburguês carecia de fundos, pois suas reservas de ouro, confiadas ao Banco Nacional da Bélgica em 1938-1939, caíram nas mãos dos alemães. A Bélgica, portanto, usou seus recursos do Congo para fornecer assistência financeira ao governo luxemburguês. Quando a Libertação foi anunciada, os dois governos se prepararam para restabelecer a UEBL. Em 31 de agosto de 1944, em Londres, eles concordaram com uma cláusula adicional que restaurou a paridade do franco belga e do franco luxemburguês. Os dois sócios pretendiam mesmo estreitar os seus laços assinando o Tratado do Benelux com a Holanda, a 5 de setembro de 1944.

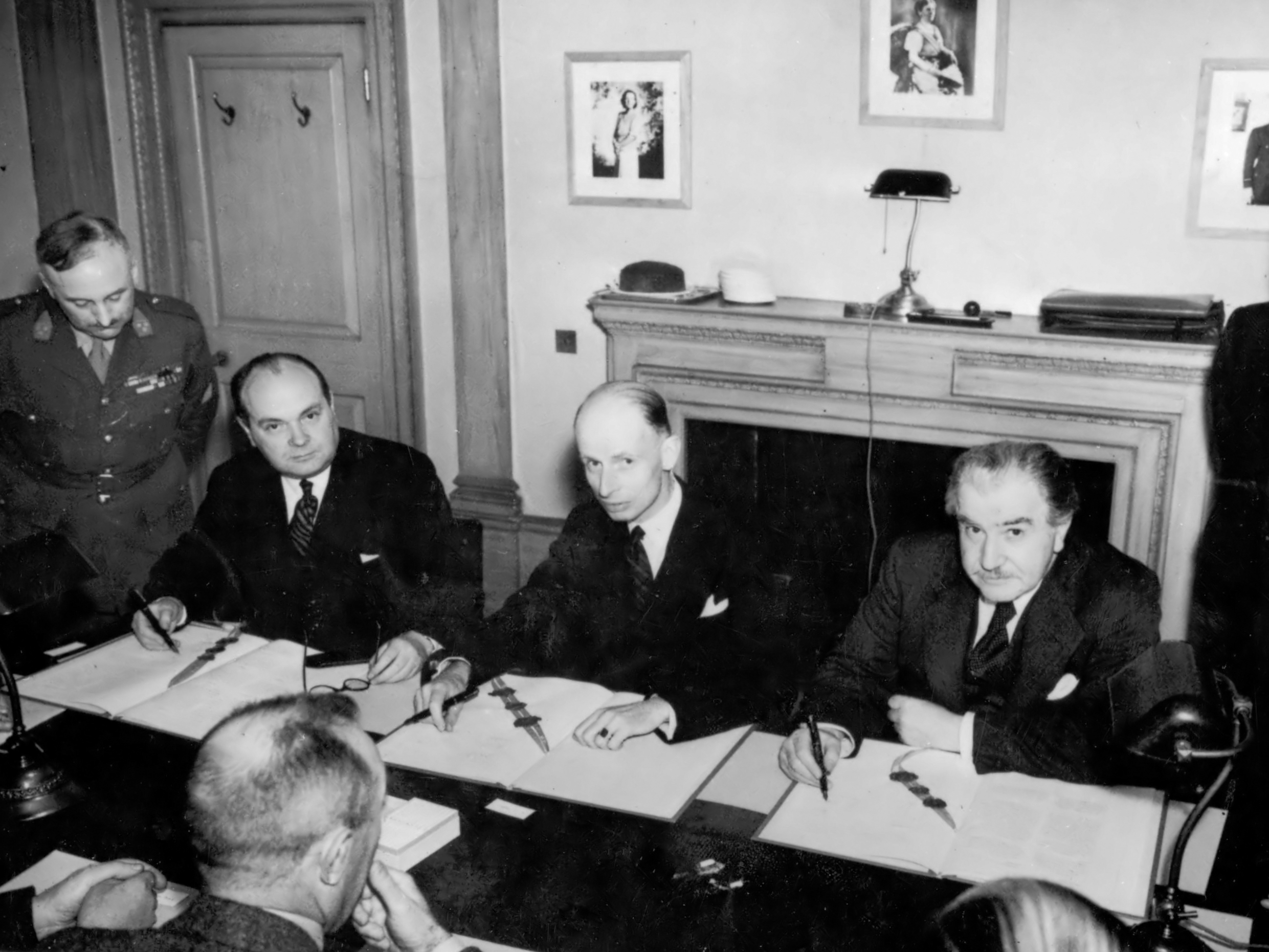
Assinatura da Convenção Monetária do Benelux de 21 de outubro de 1943

Um grande problema para o governo no exílio foi o afluxo de refugiados luxemburgueses que conseguiram chegar à Grã-Bretanha. Terminada a guerra, foram muitos os críticos que acusaram o governo de não ter feito o suficiente para resgatá-los ou ajudá-los a chegar às Ilhas Britânicas, como os que ficaram presos no sul da França ou em campos na Espanha.
O exílio foi a chance do governo de refletir sobre o futuro da sociedade luxemburguesa. Foram principalmente os dois ministros socialistas, que se sentiam excluídos da política externa liderada por Bech e Dupong, que tentaram encontrar soluções para os problemas internos do pós-guerra. Victor Bodson preparou reformas judiciais com vistas a processar e punir os colaboradores. Pierre Krier fez numerosos contatos entre sindicalistas britânicos e políticos do Partido Trabalhista. Krier, o Ministro do Trabalho e Previdência Social, familiarizou-se com a ideia do estado de bem-estar e foi inspirado pelo Relatório Beveridge. Sonhando com um "novo Luxemburgo", ele desenvolveu planos para introduzir a segurança social para todos. Embora várias tensões no governo no exílio lembrassem as batalhas ideológicas do período entre guerras, todos os seus membros queriam evitar outra crise social e política como a que se seguiu à Primeira Guerra Mundial.

### Forças luxemburguesas livres

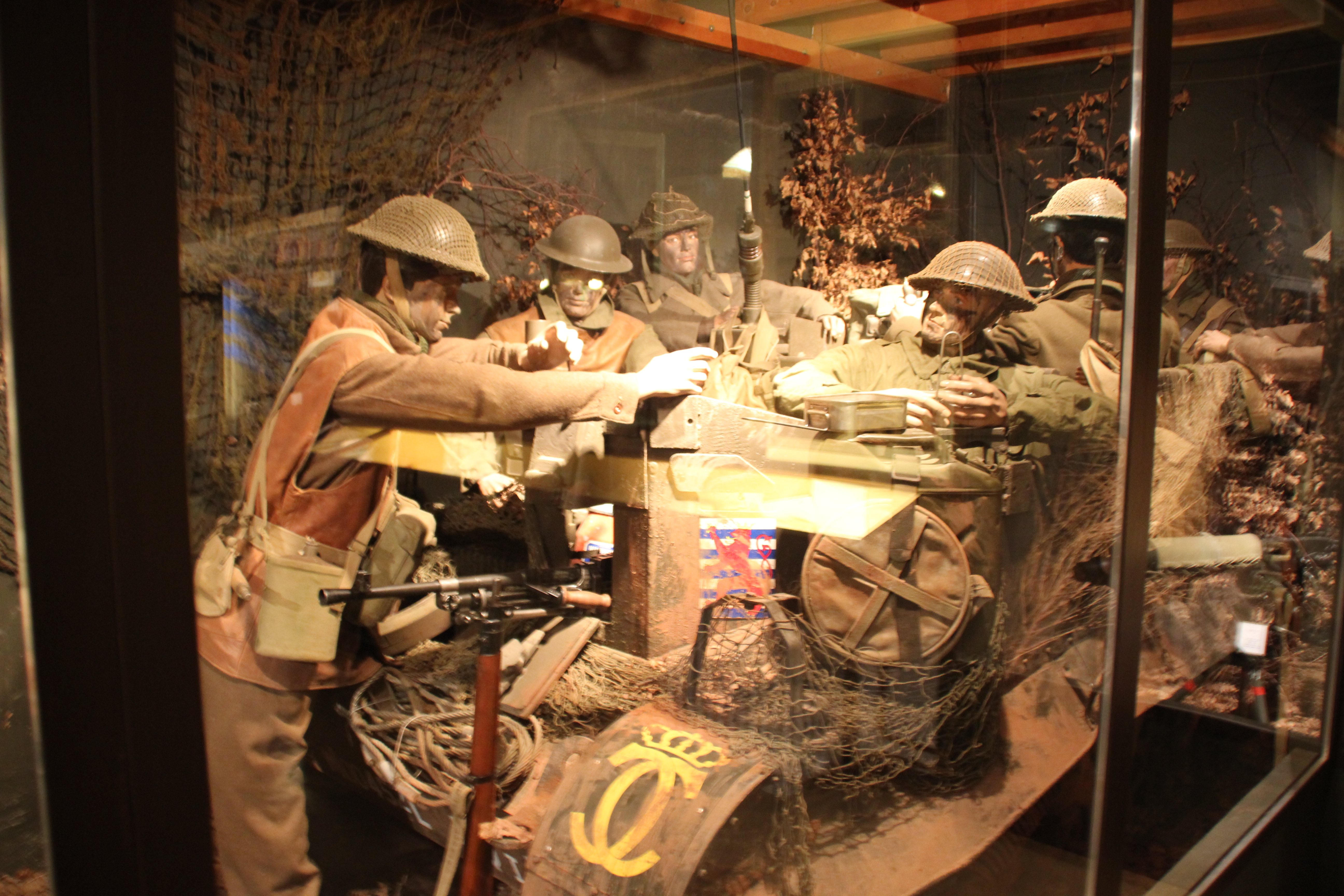
Diorama mostrando soldados luxemburgueses livres com um Bren Carrier durante a Segunda Guerra Mundial

O envolvimento militar luxemburguês poderia desempenhar apenas um "papel simbólico" para a causa aliada.  Em março de 1944, a primeira unidade totalmente luxemburguesa foi criada na Inglaterra. A unidade, uma bateria de canhões, operava quatro canhões de 25 libras, que batizaram de Elisabeth, Marie Adelaide, Marie Gabriele e Alice em homenagem às filhas da grã-duquesa. A unidade fazia parte da Tropa C, 1ª Bateria Belga de Artilharia de Campanha da 1ª Brigada de Infantaria Belga, que recebeu o apelido de "Brigada Piron" em homenagem ao seu comandante Jean-Baptiste Piron.  A bateria contava com cerca de 80 homens.  A bateria desembarcou na Normandia com o resto da Brigada Piron em 6 de agosto de 1944 e serviu na Batalha da Normandia e esteve envolvida na Libertação de Bruxelas em 4 de setembro de 1944. 
Numerosos luxemburgueses lutaram em outros exércitos aliados, muitos individualmente dentro de outras unidades aliadas, como a seção da França Livre do Comando nº 4. O Príncipe Jean, filho da Grã-Duquesa e futuro Grão-Duque, serviu na Guarda Irlandesa desde 1942.
O major Guillaume Konsbruck serviu como ajudante de campo da grã-duquesa durante seu exílio. A Bateria de Luxemburgo serviu como núcleo do novo Exército de Luxemburgo depois que o país foi libertado. 

## Composição
| [ 11 ] [ 12 ] | [ 11 ] [ 12 ] | Nome          | Cargo                                                                                                  | Partido                              | Local    |
| ------------- | ------------- | ------------- | --- | ------------------------------------ | -------- |
|               |               | Pierre Dupong | Líder do Governo (Primeiro Ministro) - Ministro do estado. Ministro das Finanças e das Forças Armadas. | Partido da Direita                   | Montreal |
|               |               | Joseph Bech   | Ministro dos Negócios Estrangeiros, Viticultura, Artes e Ciências, Interior e Instrução Pública.       | Partido da Direita                   | Londres  |
|               |               | Pierre Krier  | Ministro do Trabalho e da Segurança Social                                                             | Partido Socialista dos Trabalhadores | Londres  |
|               |               | Victor Bodson | Ministro da Justiça, Obras Públicas e Transportes.                                                     | Partido Socialista dos Trabalhadores | Montreal |

## Crítica
O governo exilado foi duramente criticado por membros da Resistência e outros por sua falta de ajuda aos luxemburgueses que tentavam fugir de seu país ocupado durante a guerra.  Sua inatividade persuadiu dois de seus críticos, os membros da resistência Henri Koch-Kent e Mac Schleich, o apresentador do programa luxemburguês da BBC, a fundar a Association des Luxembourgeois en Grande-Bretagne ("Associação dos luxemburgueses na Grã-Bretanha") em Londres, que contava 300 refugiados de Luxemburgo e homens que foram recrutados à força para as forças armadas alemãs, mas desertaram para os Aliados. A Associação era um crítico ferrenho do governo exilado, acusando-o de traição. O governo, por sua vez, tentou intimidar a Associação, tentando destituir Schleich de seu secretário e de apresentador da BBC, o que falhou. As críticas também vinham do resto da comunidade de refugiados luxemburgueses em Londres e nas forças armadas aliadas.  Entre eles estavam Émile Krieps e Robert Winter, ambos oficiais das forças armadas aliadas, e Albert Wingert, líder do grupo de resistência luxemburguês Alweraje.
Quando o governo londrino voltou ao Luxemburgo em setembro de 1944, as organizações de resistência mostraram-se muito céticas quanto à sua legitimidade, apesar do que se recusou a renunciar, com a justificativa de que desejava esperar o retorno da grã-duquesa. Embora essas mesmas organizações tenham aprovado a nomeação de Pierre Frieden para o governo em novembro de 1944, foram veementemente contra sua ampliação por mais dois ministros em fevereiro de 1945, que carecia da aprovação de qualquer corpo legislativo.